# ديوس إكس غو
ديوس إكس غو (بالإنجليزية: Deus Ex Go)‏ هي لعبة كومبيوتر من نوع ألغاز، صدرت في الأسواق سنة 2016 وتتوافق مع تشغيل ويندوز 10 موبايل، ومايكروسوفت ويندوز، وآي أو إس، وأندرويد. 

## المواقع الخارجية
- الموقع الرسمي